# 若年定年退職者給付金
若年定年退職者給付金（じゃくねんていねんたいしょくしゃきゅうふきん）とは、若年で定年退職する自衛官に対し支給される給付金のこと。
通常自衛官は55歳〜58歳で定年するので、そのことにより受ける所得上の不利益を軽減することが目的で支給される。
この制度は、1990年（平成2年）に、それまでは定年直後から受給できた共済年金の特例が廃止されたことに伴い創設された。